# NGC 2522
NGC 2522 je galaksija u zviježđu Raku.

## Vanjske poveznice
- SEDS: NGC 2522